# ウォータクティクス
ウォータクティクスとは、日本の競走馬である。おもな勝ち鞍は2009年アンタレスステークス。クラブ募集価格は100万円×40口の4000万円。名前の由来は父名+「戦略」。

## 戦績
2007年11月京都デビュー。マイペースで逃げるも直線で交わされ3着敗退。この後、両前脚のソエのため5ヵ月の休養をとる。
2008年4月福島未勝利戦にて復帰、直線馬なりのまま後続に2秒以上の着差をつけ圧勝。これ以後はダート路線に的を絞り、500万下、1000万下、1600万下と条件戦を立て続けに連勝。しかも、全て後続に0.7秒以上の差をつけるという圧勝であった。
2009年2月初のオープン競走となるアルデバランステークスに出走。ここでも積極的にハナを奪いにいき、道中は後続に1馬身のリードを保ちながら逃げ、カフェオリンポスをハナ差で押さえ切り、圧倒的1番人気に応えた。
4月26日、初の重賞競走となるアンタレスステークスに出走。ダートで負けなしの5連勝の勢いを買われて2番人気に支持された。レースは前日の雨の影響で重馬場というコンディションの中、1番人気のワンダースピードの追撃を抑え、1分47秒8のレコードタイムで優勝し、重賞初挑戦初制覇を果たした。その後、ダート7連勝を懸けて5月24日の東海ステークスに1番人気で出走。レースでは1周目の1コーナー付近で先頭に立つも2周目の3コーナー付近でズルズルと後退、16着と殿負けに終わり、ダート初黒星を喫した。その後、休養を挟んで9月21日のエルムステークスに出走を予定していたが、蕁麻疹のため出走取消となった。仕切り直しで挑んだ10月6日の白山大賞典は1番人気に推されたものの、6着に敗れた。続く11月21日のトパーズステークスでは2番手追走も直線で失速し5着に敗れた。
2010年は1月24日の平安ステークスから始動。道中3番手でレースを進めたが、直線で失速し8着に敗れた。続くマーチステークスでは3番手でレースを進め、4コーナーで先頭に並びかけたが、直線で伸び切れず7着に敗れた。その後、連覇のかかったアンタレスステークスでは先団追走も失速しブービーの14着に終わった。
この後、1年の休養をとり、2011年4月24日のアンタレスステークスで復帰。先手を奪って逃げるも失速し10着。
2011年6月2日をもって競走馬登録を抹消。現在は三重大学で乗馬となっている。

## 競走成績
| 年月日 | 年月日 | 年月日 | 競馬場 | 競走名        | 格       | 頭 数 | 枠 番 | 馬 番 | オッズ （人気） | 着順 | 騎手       | 斤量 | 距離（馬場）  | タイム （上3F） | タイム 差 | 勝ち馬/（2着馬）       |
| 2007   | 11.    | 11     | 京都   | 2歳新馬       |          | 10    | 7     | 7     | 04.0（3人）     | 03着 | 藤田伸二   | 55   | 芝1800m（良） | 01:51.1（34.7） | 0.2       | ダイシンプラン         |
| 2008   | 4.     | 12     | 福島   | 3歳未勝利     |          | 15    | 2     | 2     | 01.6（1人）     | 01着 | 中舘英二   | 56   | ダ1700m（稍） | 01:45.1（37.5） | -2.1      | （マイネルアルセーヌ） |
|        | 10.    | 26     | 京都   | 3歳上500万下  |          | 13    | 7     | 10    | 02.1（1人）     | 01着 | 武豊       | 55   | ダ1800m（稍） | 01:50.8（37.6） | -0.7      | （トーセンスターン）   |
|        | 11.    | 24     | 京都   | 3歳上1000万下 |          | 16    | 7     | 13    | 01.4（1人）     | 01着 | 藤田伸二   | 55   | ダ1800m（良） | 01:51.8（37.0） | -1.0      | （グッドフロマージュ） |
|        | 12.    | 28     | 中山   | フェアウェルS | 1600万下 | 16    | 1     | 2     | 01.6（1人）     | 01着 | 藤田伸二   | 56   | ダ1800m（良） | 01:52.0（38.1） | -0.9      | （パピヨンシチー）     |
| 2009   | 2.     | 14     | 京都   | アルデバランS | OP       | 16    | 8     | 15    | 01.4（1人）     | 01着 | 武豊       | 56   | ダ1800m（重） | 01:49.2（37.4） | -0.0      | （カフェオリンポス）   |
|        | 4.     | 26     | 京都   | アンタレスS   | GIII     | 16    | 2     | 4     | 04.2（2人）     | 01着 | 川田将雅   | 56   | ダ1800m（重） | R1:47.8（36.3） | -0.3      | （ワンダースピード）   |
|        | 5.     | 24     | 中京   | 東海S         | GII      | 16    | 5     | 10    | 02.3（1人）     | 16着 | 川田将雅   | 57   | ダ2300m（良） | 02:27.2（39.5） | 3.5       | ワンダースピード       |
|        | 9.     | 21     | 新潟   | エルムS       | GIII     | 15    | 1     | 1     |                 | 取消 | 藤田伸二   | 57   | ダ1800m（良） | 出走取消        |           | マチカネニホンバレ     |
|        | 10.    | 6      | 金沢   | 白山大賞典    | JpnIII   | 9     | 5     | 5     | 02.1（1人）     | 06着 | 藤田伸二   | 57   | ダ2100m（良） | 02:16.9（-）    | 3.4       | アドマイヤスバル       |
|        | 11.    | 21     | 京都   | トパーズS     | OP       | 16    | 3     | 6     | 03.7（2人）     | 05着 | C.ルメール | 57   | ダ1800m（良） | 01:50.7（38.3） | 1.1       | シルクメビウス         |
| 2010   | 1.     | 24     | 京都   | 平安S         | GIII     | 12    | 7     | 11    | 04.3（2人）     | 08着 | 藤田伸二   | 57   | ダ1800m（良） | 01:52.3（38.4） | 1.2       | ロールオブザダイス     |
|        | 3.     | 28     | 中山   | マーチS       | GIII     | 16    | 7     | 13    | 16.3（8人）     | 07着 | 中舘英二   | 57   | ダ1800m（稍） | 01:52.5（38.8） | 0.8       | マコトスパルビエロ     |
|        | 4.     | 25     | 京都   | アンタレスS   | GIII     | 15    | 2     | 2     | 25.8（6人）     | 14着 | 岡部誠     | 57   | ダ1800m（良） | 01:52.3（39.4） | 2.6       | ダイシンオレンジ       |
| 2011   | 4.     | 24     | 京都   | アンタレスS   | GIII     | 13    | 4     | 5     | 41.5（7人）     | 10着 | 北村友一   | 56   | ダ1800m（重） | 01:50.0（38.0） | 1.9       | ゴルトブリッツ         |

※タイム欄のRはレコード勝ちを示す。

## 血統表
| ウォータクティクスの血統ミスタープロスペクター系／アウトブリード | ウォータクティクスの血統ミスタープロスペクター系／アウトブリード | ウォータクティクスの血統ミスタープロスペクター系／アウトブリード | （血統表の出典）         | （血統表の出典）    |
| 父 *ウォーエンブレム War Emblem 1999 青鹿毛                      | 父の父Our Emblem 1991 黒鹿毛                                     | Mr. Prospector                                                   | Raise a Native           | Raise a Native      |
| 父 *ウォーエンブレム War Emblem 1999 青鹿毛                      | 父の父Our Emblem 1991 黒鹿毛                                     | Mr. Prospector                                                   | Gold Digger              |                     |
| 父 *ウォーエンブレム War Emblem 1999 青鹿毛                      | 父の父Our Emblem 1991 黒鹿毛                                     | Personal Ensign                                                  | Private Account          | Private Account     |
| 父 *ウォーエンブレム War Emblem 1999 青鹿毛                      | 父の父Our Emblem 1991 黒鹿毛                                     | Personal Ensign                                                  | Grecian Banner           |                     |
| 父 *ウォーエンブレム War Emblem 1999 青鹿毛                      | 父の母Sweetest Lady 1990 鹿毛                                    | Lord at War                                                      | General                  | General             |
| 父 *ウォーエンブレム War Emblem 1999 青鹿毛                      | 父の母Sweetest Lady 1990 鹿毛                                    | Lord at War                                                      | Luna de Miel             |                     |
| 父 *ウォーエンブレム War Emblem 1999 青鹿毛                      | 父の母Sweetest Lady 1990 鹿毛                                    | Sweetest Roman                                                   | The Pruner               | The Pruner          |
| 父 *ウォーエンブレム War Emblem 1999 青鹿毛                      | 父の母Sweetest Lady 1990 鹿毛                                    | Sweetest Roman                                                   | I Also                   |                     |
| 母 アドマイヤハッピー 1998 鹿毛                                  | 母の父*トニービン Tony Bin 1983 鹿毛                             | *カンパラ                                                        | Kalamoun                 | Kalamoun            |
| 母 アドマイヤハッピー 1998 鹿毛                                  | 母の父*トニービン Tony Bin 1983 鹿毛                             | *カンパラ                                                        | State Pension            |                     |
| 母 アドマイヤハッピー 1998 鹿毛                                  | 母の父*トニービン Tony Bin 1983 鹿毛                             | Severn Bridge                                                    | Hornbeam                 | Hornbeam            |
| 母 アドマイヤハッピー 1998 鹿毛                                  | 母の父*トニービン Tony Bin 1983 鹿毛                             | Severn Bridge                                                    | Priddy Fair              |                     |
| 母 アドマイヤハッピー 1998 鹿毛                                  | 母の母カーリーエンジェル 1990 栗毛                               | *ジャッジアンジェルーチ                                          | *オネストプレジャー      | *オネストプレジャー |
| 母 アドマイヤハッピー 1998 鹿毛                                  | 母の母カーリーエンジェル 1990 栗毛                               | *ジャッジアンジェルーチ                                          | Victorian Queen          |                     |
| 母 アドマイヤハッピー 1998 鹿毛                                  | 母の母カーリーエンジェル 1990 栗毛                               | ダイナカール                                                     | *ノーザンテースト        | *ノーザンテースト   |
| 母 アドマイヤハッピー 1998 鹿毛                                  | 母の母カーリーエンジェル 1990 栗毛                               | ダイナカール                                                     | シャダイフェザーF-No.8-f |                     |
| 出典                                                             | 1.                                                               | 1.                                                               | 1.                       | 1.                  |

- 母の兄姉に高松宮記念勝ちのオレハマッテルゼやJRA重賞2勝のエガオヲミセテがいる。
- 祖母の妹にオークスや天皇賞（秋）を勝ったエアグルーヴ。その仔にエリザベス女王杯を勝ったアドマイヤグルーヴがいる。